# Castejón de Henares (kommunhuvudort)
Castejón de Henares är en kommunhuvudort i Spanien.   Den ligger i provinsen Provincia de Guadalajara och regionen Kastilien-La Mancha, i den centrala delen av landet, 100 km nordost om huvudstaden Madrid. Castejón de Henares ligger 949 meter över havet och antalet invånare är 108.
Terrängen runt Castejón de Henares är kuperad åt nordväst, men åt sydost är den platt. Runt Castejón de Henares är det mycket glesbefolkat, med 4 invånare per kvadratkilometer. Närmaste större samhälle är Sigüenza, 18,9 km nordost om Castejón de Henares. Trakten runt Castejón de Henares består till största delen av jordbruksmark.